# Receptor de hormona tiroidea
El receptor de hormona tiroidea es un tipo de receptor nuclear que es activado por la unión de la hormona tiroidea.

## Función
Entre las funciones más importantes de los receptores de hormona tiroidea se encuentran la regulación del metabolismo y de la frecuencia cardíaca. Además, juegan un papel crucial en el desarrollo de los organismos.

## Isoformas
Se han descrito dos isoformas del receptor de hormona tiroidea (TR) codificados por genes distintos denominadas alfa y beta, que son capaces de unir dicha hormona. Además, se obtienen dos variantes del TR-alfa mediante splicing alternativo del gen HGNC THRA , y otras dos variantes del TR-beta mediante splicing alternativo del gen HGNC THRB :
- TR-α1: expresado en diversos tejidos, con elevados niveles en músculo esquelético y en músculo cardíaco.
- TR-α2: homólogo del oncogén viral c-erb-A, también expresado en diversos tejidos pero incapaz de unir la hormona.
- TR-β1: expresado de forma predominante en cerebro, hígado y riñón.
- TR-β2: expresión limitada al hipotálamo y a la glándula pituitaria.

## Patologías asociadas
Ciertas mutaciones del receptor de hormona tiroidea se han visto asociadas con la patología de la resistencia a hormona tiroidea.